# Phare de Spit Bank
Le phare de Roches Point est un phare sur pilotis situé près de Cobh marquant un banc de sable dans le chenal menant à Cork Harbour, en mer Celtique, dans le comté de Cork (Irlande).

C'est un phare construit sur une plateforme sur pilotis par l'ingénieur Alexander Mitchell, concepteur du screw-pile lighthouse.
En usage depuis son achèvement entre 1851 et 1853, et rénové en 2013, sa structure historique marque la limite obligatoire de prise en charge des gros navires par un bateau pilote. Il est géré par les autorités portuaires de Cork.

## Histoire

### Conception et construction

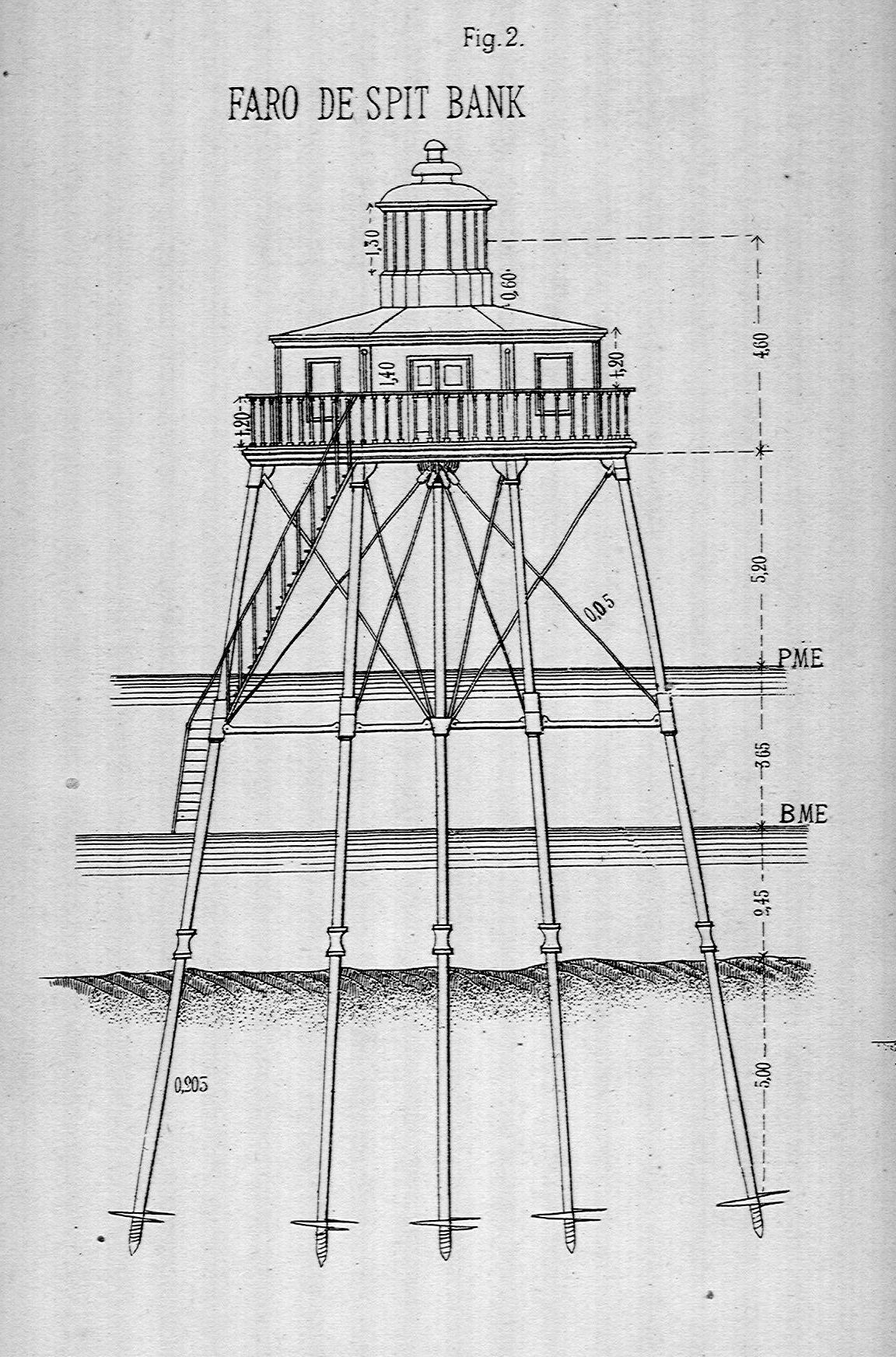
Phare de Spit Bank

Bien que l'ingénieur irlandais Alexander Mitchell soit devenu aveugle en 1802, il a breveté son invention en 1833, et construit les premiers phares sur pilotis dès 1838, comme les phares de Maplin Sands (en) (1838) et Wyre Light (Fleetwood) (en) (1839) en Angleterre.
La plate-forme de la structure est soutenue par neuf pieux en fonte de 60 centimètres de diamètre et enfoncés d'environ 5,20 m dans les fonds marins. La lanterne et le local technique sont en tôle octogonale, conçus par l'ingénieur aux Commissioners of Irish Lights, George Halpin. La tour et la lanterne sont peintes en blanc, la plateforme et les piles en rouge.
Le phare a été restauré par un projet majeur durant l'été 2013. La plateforme et la tour ne se visitent pas.

## Service
Situé à moins d'un demi-mile de la côte, et sans logement permanent, le phare a été géré par les gardiens qui venaient de la ville voisine de Cobh. Une corne de brume a été ajoutée à la fin du 19e siècle, et le phare a été autonomisé en fin du 20e siècle. En usage depuis plus de 150 ans, il est l'un des trois phares sur pilotis en Irlande.
Depuis 2016, il émet un flash blanc ou rouge, toutes les 2 secondes en fonction des zones d'approche.